# Регина Тодоренко
Регина Тодоренко (на украински: Регіна Тодоренко; на руски: Регина Тодоренко) е украинска певица, тв водещ, дизайнер и авторка на песни.

## Биография
Регина Тодоренко е родена на 14 юни 1990 г. в Одеса.
От януари 2014 г. Тодоренко е телевизионна водеща на проекта „Орел и решка“.
През 2015 г. Регина Тодоренко записва дебютната песен и клип към песента „Heart's Beating“. Също така през тази година се ангажира с руското шоу „Гласът“. На кастинга на тъмно Регина изпява песента на Тина Карол „Ноченька“. А наставница ѝ става Полина Гагарина.
През 2015 г. Регина Тодоренко започва собствена линия дрехи „Generation TR“.

## Дискография

### Сингли
- 2015 – „Heart's Beating“
- 2015 – „Ты мне нужен“
- 2016 – „Мама“